# Dreifaltigkeitskirche (Augsburg)

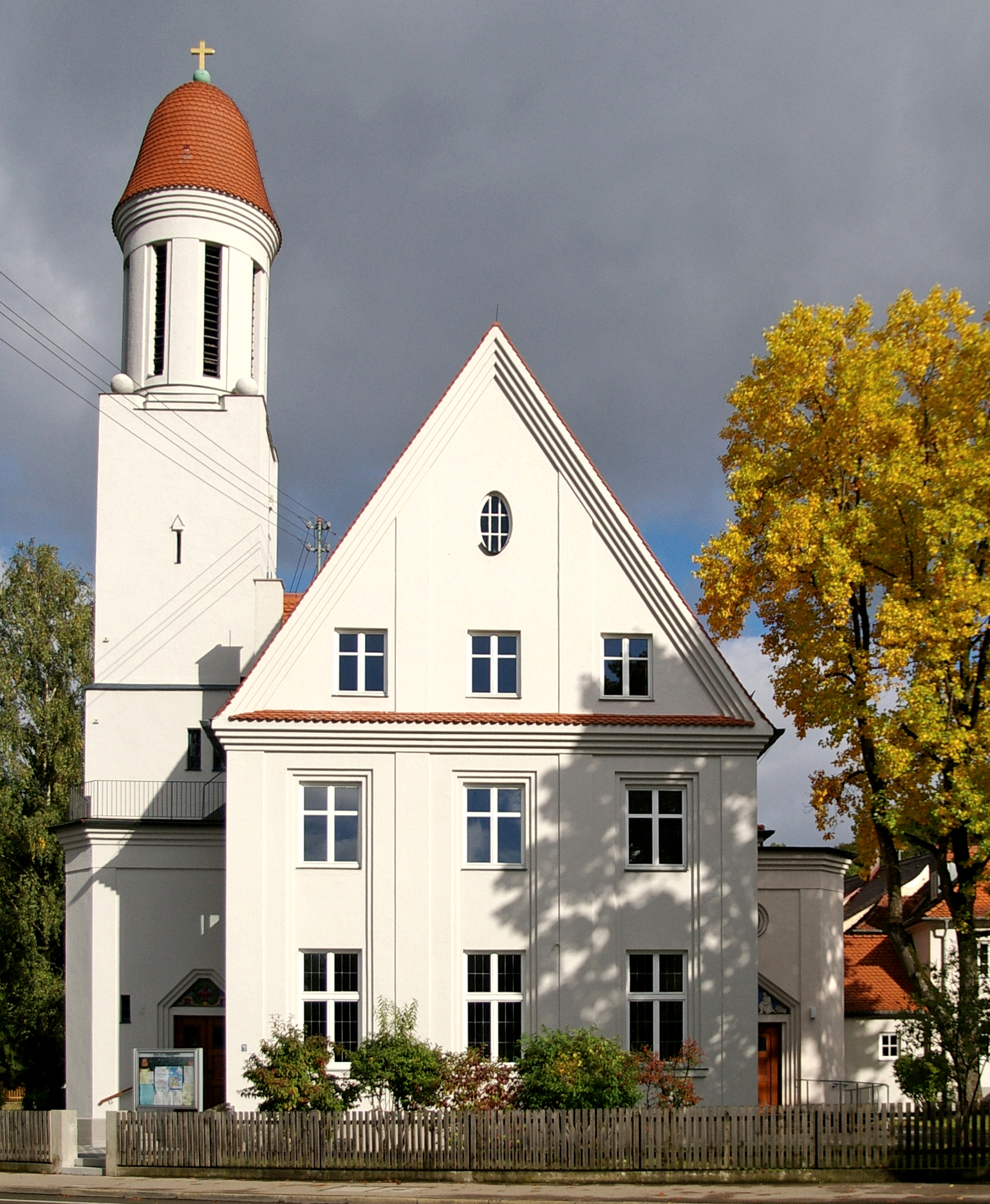
Evang.-luth. Dreifaltigkeitskirche Augsburg-Göggingen

Die Dreifaltigkeitskirche ist eine evangelische Kirche in Göggingen, einem im südlichen Augsburg gelegenen Stadtteil.

## Geschichte

Innenansicht

Mit Hilfe von Spendengeldern ließ der „Protestantische Kirchenbau-Verein Göggingen“ ab 1911 auf dem Gelände am Klausenberg, in unmittelbarer Nähe zur römisch-katholischen Pfarrkirche St. Georg und Michael (Göggingen) einen Neubau errichten. Der Entwurf stammte von dem Münchner Architekten Ulrich Lang. Zwölf Jahre später wurde Göggingen eine eigenständige Pfarrei. In der Folgezeit nahm deren zuerst ernannter Pfarrer Wilhelm Bogner sein Amt auf, und es entstand das Pfarrhaus als Anbau. Erst Mitte der 1960er Jahre erhielt die bis dahin unbenannte Kirche ihren heutigen Namen Dreifaltigkeitskirche. Nachdem Göggingen ab 1969 vorübergehend von der Marktgemeinde zur Stadt erhoben wurde, ging es im Zuge der Gemeindegebietsreform 1972 als Stadtteil an Augsburg über. Das Gebiet der Dreifaltigkeitsgemeinde umfasst heute die Stadtteile Göggingen, Inningen, Leitershofen und Bergheim.
Die Kirche und das zugehörige, zeitgleich erbaute Torhaus stehen unter Denkmalschutz.